# Ейліф Даль
Ейліф Дал (норв. Eilif Dahl; 7 грудня 1916 — 17 березня 1993) — норвезький ботанік, еколог, фітогеограф та політик, член Норвезької робітничої партії.

## Біографія
Ейліф Дал народився 7 грудня 1916 року у Християнії. 
У 1936 році збирав зразки для колекції лишайників на Шпіцбергені та Землі короля Карла, у 1937 році —  у Гренландії.
Початок навчання в Університеті Осло у 1942 році перервала війна  — у 1942-1946 роках служив у Норвезькій секретній службі.
З 1946 до 1951 року продовжив навчання в Університеті Осло. У 1951—1954 роках відвідав Велику Британію та США.
У 1956 році отримав ступінь Ph.D. у Норвезькій вищій школі землеробства, того ж року став доцентом, а з 1965 року — професором ботаніки.
Ейліф Даль вивчав лишайники та судинні рослини. Також цікавився фітогеографією, намагався дати пояснення зв'язків, що обумовлюють вплив навколишнього середовища на фізіологічні реакції організмів, на основі ареалу виду. Даль відомий також як захисник природи, один з перших підняв питання небезпеки кислотних дощів та глобального потепління.
Ейліф Даль помер 17 березня 1993 року.

## Окремі публікації
- Eilif Dahl. On Different Types of Unglaciated Areas During the Ice Ages and their Significance to Phytogeography // New Phytologist. — Blackwell Publishing on behalf of the New Phytologist Trust, Dec., 1946. — Т. 45, № 2. — С. 225—242.
- Eilif Dahl. The Phytogeography of Northern Europe : British Isles, Fennoscandia, and Adjacent Areas / Agricultural University of Norway; Foreword by John Birks. — Cambridge, U.K. : Cambridge Univ. Press, 1998. — 297 p. — ISBN 9780521383585.